# Třída Hingol
Třída Hingol (jinak též třída M65P) je třída hlídkových lodí pákistánské agentury pro námořní bezpečnost (Pakistan Maritime Security Agency). Mezi hlavní úkoly plavidel patří hlídkování ve výlučné ekonomické zóně, prosazování práva, kontrola znečištění, ochrana rybolovu, nebo mise SAR.

## Stavba

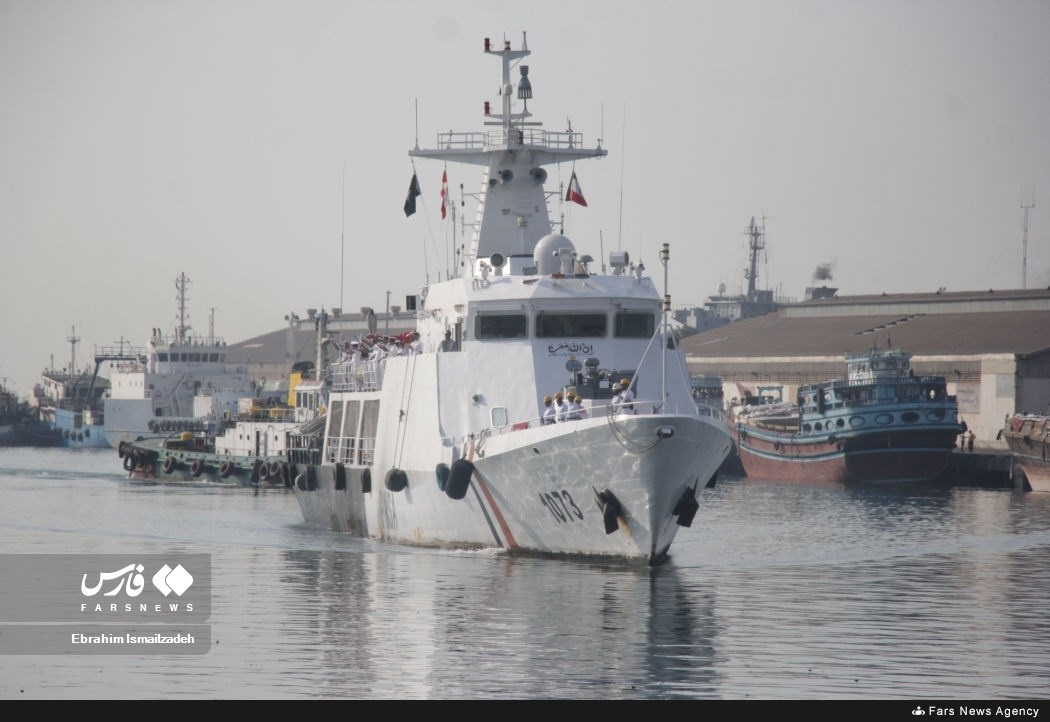
PMSS Zhob (1073)

Stavba čtyř hlídkových lodí o výtlaku 600 tun a dvou dalších oceánských hlídkových lodí o výtlaku 1500 tun (derivát čínského typu 056) pro pákistánské agentury pro námořní bezpečnost byla objednána v červnu 2015 u čínské korporace China State Shipbuilding Corporation (CSSC) v Kantonu. Ta staví první tři jednotky této třídy byly postaveny čínské loděnicí Xijiang v Liou-čou, přičemž čtvrtou na základě transferu technologií postaví pákistánská loděnice Karachi Shipyard and Engineering Works (KSEW) v Karáčí. Stavba první jednotky byla zahájena v listopadu 2015. První dvě jednotky Hingol a Basol byly do služby přijaty v Kantonu dne 11. prosince 2016. Třetí jednotka byla stráži předána v květnu 2017.
Jednotky třídy Hingol:
| Jméno              | Spuštěna          | Vstup do služby   | Status  |
| ------------------ | ----------------- | ----------------- | ------- |
| PMSS Hingol (1070) | červenec 2016     | 10. prosince 2016 | aktivní |
| PMSS Basol (1071)  | 28. července 2016 | 10. prosince 2016 | aktivní |
| PMSS Dasht (1072)  | 8. listopadu 2016 | 11. dubna 2017    | aktivní |
| PMSS Zhob (1073)   | 5. prosince 2017  | 9. srpna 2018     | aktivní |

## Konstrukce
Plavidla mají ocelový trup a nástavby z hliníkových slitin. Plavidla jsou vyzbrojena jedním 30mm kanónem v dálkově ovládané zbraňové stanici HJ-17 na přídi, který doplňuje jeden 12,7mm kulomet. Posádka má k dispozici ruční zbraně - dva kulomety, 20 útočných pušek a 18 pistolí. Na palubě jsou dva 6,5metrové čluny RHIB. K manipulaci s nimi slouží jeřáb. Pohonný systém tvoří čtyři diesely MTU 16V 4000 M73L, každý o výkonu 3860 hp, pohánějící dva lodní šrouby. Nejvyšší rychlost dosahuje 27 uzlů a cestovní rychlost 15 uzlů. Dosah je 2600 námořních mil při cestovní rychlosti a 650 námořních mil při maximální rychlosti. Autonomie je 21 dnů.